# Вениамин (Благонравов)
Архиепископ Вениамин (в миру Василий Антонович Благонравов, при рождении Колчев; 20 января [1 февраля] 1825, Тарадеи, Тамбовская губерния — 2 [14] февраля 1892, Иркутск) — епископ Русской православной церкви, епископ Иркутский и Нерчинский. Православный миссионер и писатель.

## Биография
Родился 20 января (1 февраля) 1825 года в семье священника Антония Колчева, при поступлении в Шацкое духовное училище получил фамилию Благонравов.
С 1840 года обучался в Тамбовской духовной семинарии, в 1846 году направлен учиться в Казанскую духовную академию.
27 августа 1849 года, на последнем курсе академии, пострижен в монашество, 9 октября того же года рукоположён во иеродиакона.
В 1850 году окончил академию со степенью магистра, 31 октября определён бакалавром той же академии на кафедру церковной истории.
20 ноября 1850 года рукоположён во иеромонаха.
С 1852 года — помощник инспектора Казанской духовной академии.
28 ноября 1856 года возведён в сан архимандрита.
С 21 апреля 1857 года — профессор Казанской духовной академии.
21 января 1858 года назначен инспектором той же академии.
По отзыву историка Казанской духовной академии профессора Знаменского, архиепископ Вениамин в академии отличался талантливостью, редкой любовью к занятиям науками и безукоризненным исполнением всех требований тогдашней строгой дисциплины. Другие современники его сообщают, что он читал курс церковной истории так подробно, что студенты прозвали его «махиной в 1001 лист», находя в нём сходство с арабскими сказками «Тысячи и одной ночи». В его лекциях не было ни строгой научной системы, ни логического порядка, а все они были пропитаны монашеским духом и главное внимание обращали на высоту подвигов восточных аскетов, на темы о нестяжательности монахов, о целомудрии, смирении и т. п.
С 22 апреля 1858 года — ректор вновь открытой Томской духовной семинарии.
С 23 августа 1861 года — ректор Костромской духовной семинарии и настоятель Богородицкого Игрицкого монастыря.
Профессор Знаменский свидетельствует, что он носил в себе задатки настоящего учёного, но не имел времени предаться научной кабинетной работе, потому что занялся широкой и многотрудной практической деятельностью сначала по устройству вновь образованной Томской духовной семинарии, потом по управлению епархиями и по делам сибирских миссий.

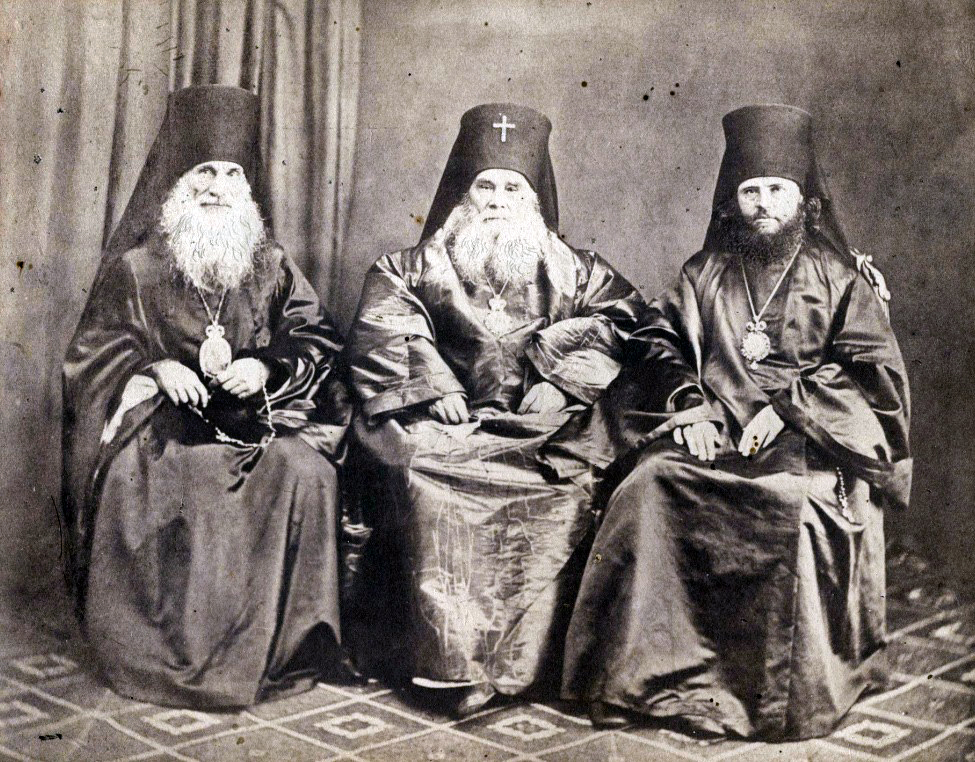
Архиепископ Иркутский Парфений (Попов), митрополит Московский и Коломенский Иннокентий (Вениаминов) и епископ Камчатский, Курильский и Алеутский Вениамин (Благонравов)

20 мая 1862 года хиротонисан во епископа Селенгинского, первого викария Иркутской епархии и назначен настоятелем Забайкальской духовной миссии. Миссия эта вступила при нём в новый блестящий период своей деятельности. За шесть лет обращено было до 2000 человек.
4 июня 1868 года вызван в Санкт-Петербург для присутствия в Святейшем Синоде.
С 18 марта 1868 года — епископ Камчатский, Курильский и Алеутский.
В Благовещенске он открыл духовную семинарию.
С 31 марта 1873 года — епископ Иркутский и Нерчинский.
Более благотворной была деятельность преосвященного Вениамина на Иркутской кафедре, где он в течение 16 лет управления епархией обратил в православие до 30 000 бурят. Японской православной миссии архиепископ Вениамин предоставил пособие.
16 апреля 1878 года возведён в сан архиепископа.
30 августа 1887 года награждён бриллиантовым крестом для ношения на клобуке.
В 1885 году под председательством Вениамина состоялся в Иркутске собор сибирских архипастырей.
В конце 1890 года избран почётным членом Московской духовной академии.
Умер 2 (14) февраля 1892 года в Иркутске после непродолжительной болезни. Погребён в Иркутском кафедральном соборе.

## Сочинения
Отчёты Вениамина о деятельности сибирских миссий за разные годы представляют собою драгоценные церковно-исторические этюды, дающие много сведений о состоянии сибирского ламаизма. Отчёты эти печатались в «Иркутских Епархиальных Ведомостях» и в некоторых духовных журналах, а в 1883—1886 гг. изданы отдельно под названием «Труды православных миссий Восточной Сибири» (Иркутск, 1883—1886). В эти «Труды», кроме отчётов о миссиях Камчатской, Японской и Забайкальской, вошли миссионерские журналы, статьи разных лиц о верованиях инородцев, письма Вениамина и его статьи: «Ламское идолопоклонническое суеверие в Восточной Сибири», «Положение христиан в бурятских обществах под начальством язычников» и «Обязанности русского государства по обращению иноверцев и раскольников к православной русской церкви». Последние три статьи изданы отдельной брошюрой: «Жизненные вопросы православной миссии в Сибири» (СПб., 1885). Вениамину принадлежат ещё статья о буддизме: «Настоящий буддизм» в «Иркутских Епархиальных Ведомостях» (1890, 5) и немало проповедей и катехизических поучений, из которых некоторые переведены на бурятский язык.